# Aturia
Aturia is een geslacht van uitgestorven mollusken, dat leefde van het Paleoceen tot het Mioceen.

## Beschrijving
Deze nautiloide koppotige had een los gespiraliseerde, zijdelings samengedrukte schelp met een afgeronde buikzijde en een ondiepe navel. De sutuurlijnen vertoonden aan de zijkanten een sterke, achterwaarts gerichte lob. De diameter van de schelp bedroeg ongeveer drie centimeter.

## Leefwijze
Dit carnivore, mariene geslacht bewoonde betrekkelijk diepe wateren. Dankzij de platte, gestroomlijnde schelp kon het dier zich vrij snel voortbewegen.

## Soorten
- Aturia coxi A. K. Miller, 1947 †
- Aturia cubaensis (Lea, 1841) †
- Aturia mackayi C. A. Fleming, 1945 †
- Aturia ziczac J. Sowerby, 1812 †

### Synoniemen
- Aturia grangei C. A. Fleming, 1945 † => Aturia cubaensis (Lea, 1841) †